# لورانس إس. مارغوليس
لورانس إس. مارغوليس (بالإنجليزية: Lawrence S. Margolis)‏ هو قاضي أمريكي، ولد في 13 مارس 1935 في فيلادلفيا في الولايات المتحدة، وتوفي في 18 يناير 2017.